# لژیون (فیلم ۲۰۲۰)
لژیون (به انگلیسی: The Legion) یک فیلم اکشن و ماجراجویی اسپانیایی-آمریکایی محصول سال ۲۰۲۰ به کارگردانی خوزه ماگان با بازی میکی رورک و بایی لینگ است. این بر اساس جنگ بین روم و امپراتوری اشکانی در ارمنستان از سال ۵۸ تا ۶۳ پس از میلاد است.

## داستان
یک سرباز رومی مأموریت دارد تا پیام مهمی را قبل از اینکه دیر شود، انتقال دهد.

## انتشار
این فیلم در ۸ می ۲۰۲۰ در ایالات متحده بر روی پلتفرم‌های ویدئو به‌درخواست و دیجیتال منتشر شد.

## پاسخ انتقادی
تارا مک نامارا به این فیلم یک ستاره از پنج ستاره اهدا کرد.
فرانک شِک از هالیوود ریپورتر به فیلم نقد منفی داد.